# Sopubia menglianensis
Sopubia menglianensis är en snyltrotsväxtart som beskrevs av Y.Y.Qian. Sopubia menglianensis ingår i släktet Sopubia och familjen snyltrotsväxter. Inga underarter finns listade i Catalogue of Life.